# Robert Segmüller
Robert Segmüller (9. června 1945 – 17. července 2023) byl český fotbalista, útočník.

## Fotbalová kariéra
V československé lize hrál za Škodu Plzeň a Slavii Praha. Nastoupil ve 134 utkáních a dal 57 gólů. V Poháru vítězů pohárů nastoupil ve 2 utkáních a v Poháru UEFA nastoupil ve 4 utkáních. Vítěz Českého a finalista Československého poháru 1973/74. V nižších soutěžích hrál i za Duklu Tábor, Viktorii Žižkov, VCHZ Pardubice, ČKZ Rakovník a TJ Admira Kobylisy.

## Ligová bilance
| Ročník                                     | Zápasy | Góly | Klub               |
| ------------------------------------------ | ------ | ---- | ------------------ |
| 1. československá fotbalová liga 1967/1968 | 12     | 3    | Škoda Plzeň        |
| 2. československá fotbalová liga 1968/1969 | -      | -    | Škoda Plzeň        |
| 2. československá fotbalová liga 1969/1970 | -      | -    | VCHZ Pardubice     |
| Národní fotbalová liga 1970/1971           | -      | -    | VCHZ Pardubice     |
| 2. československá fotbalová liga 1971/1972 | -      | -    | VCHZ Pardubice     |
| 2. československá fotbalová liga 1972/1973 | -      | -    | VCHZ Pardubice     |
| 2. československá fotbalová liga 1973/1974 | -      | -    | VCHZ Pardubice     |
| 1. československá fotbalová liga 1973/1974 | 14     | 10   | Slavia Praha       |
| 1. československá fotbalová liga 1974/1975 | 30     | 13   | Slavia Praha       |
| 1. československá fotbalová liga 1975/1976 | 27     | 12   | Slavia Praha       |
| 1. československá fotbalová liga 1976/1977 | 28     | 10   | Slavia Praha       |
| 1. československá fotbalová liga 1977/1978 | 23     | 9    | Slavia Praha       |
| Česká národní fotbalová liga 1978/1979     | -      | -    | ČKZ Rakovník       |
| Divize B 1979/1980                         | -      | -    | TJ Admira Kobylisy |
| Divize A 1980/1981                         | -      | -    | TJ Admira Kobylisy |
| Divize B 1981/1982                         | -      | -    | TJ Admira Kobylisy |
| CELKEM 1. liga                             | 134    | 57   |                    |